# ДОТ № 554 (КиУР)

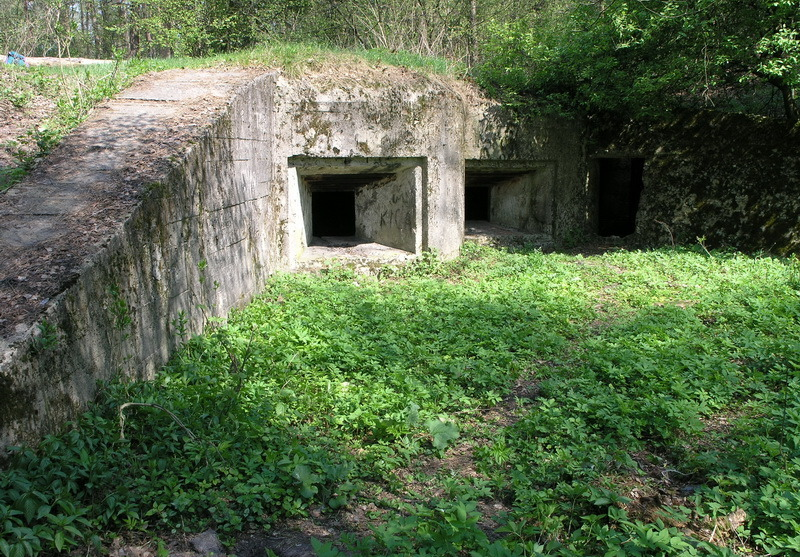
ДОТ 554 (КиУР), вид с фронта слева. 2006 год

ДОТ № 554 — артиллерийская долговременная огневая точка, расположенная на северном фасе Киевского укрепрайона и входившая в его первую линию обороны. Фортификационное сооружение относится к классу артиллерийский полукапонир (АПК) и является одним из трёх данного типа, находящихся в КиУР (см. также АПК № 152 и АПК № 578). Сооружение принимало участие в обороне Киева в 1941-м году.

## Проектирование и строительство
При строительстве данного ДОТ использовали 76-мм пушки образца 1900 года на капонирном лафете, принятом на вооружение русской армии ещё в 1910 году. На время строительства (1929—1931 года) не имелось более современной капонирной техники, поэтому выбор остановился на вооружении времён Первой мировой войны. Амбразуры ДОТ имели достаточно крупные размерения и не защищали от поражения ударной волной и осколков близких разрывов, а также от боевых отравляющих газов противника. Это вынуждало гарнизон использовать индивидуальные средства защиты. Борьба с бронетехникой не являлась основной задачей АПК, главная цель — пехота и кавалерия противника.
ДОТ № 554 построен на возвышенном восточном берегу реки Ирпень (около 30-40 метров над уровнем поймы) близ села Гута-Межигорская. Фортификационное сооружение могло вести фланговый огонь в юго-западном направлении вдоль поймы реки перед селом Гута-Межигорская, где она не затапливалась при закрытии шлюзов дамб. Толщина стен достигала 150 см, а перекрытия — 110 см. При строительстве использовано около 329 кубометров бетона. На его вооружении состояло два 76-мм орудия, которые разместили в двух смежных боевых казематах, расположенных уступом. Гарнизон насчитывал 20 человек. Кроме того имелись радиостанция, телефоны, прибор управления огнём, фильтровальная установка для воздуха и прочее военное имущество. Для облегчения загрузки боезапаса в АПК построили аппарель. АПК № 554 включал в себя специальное противохимическое убежище и поэтому относился к фортификационным сооружениям типа «Б», имел класс стойкости «М1», то есть способен выдержать 1 попадание 203-мм гаубицы.

## Служба

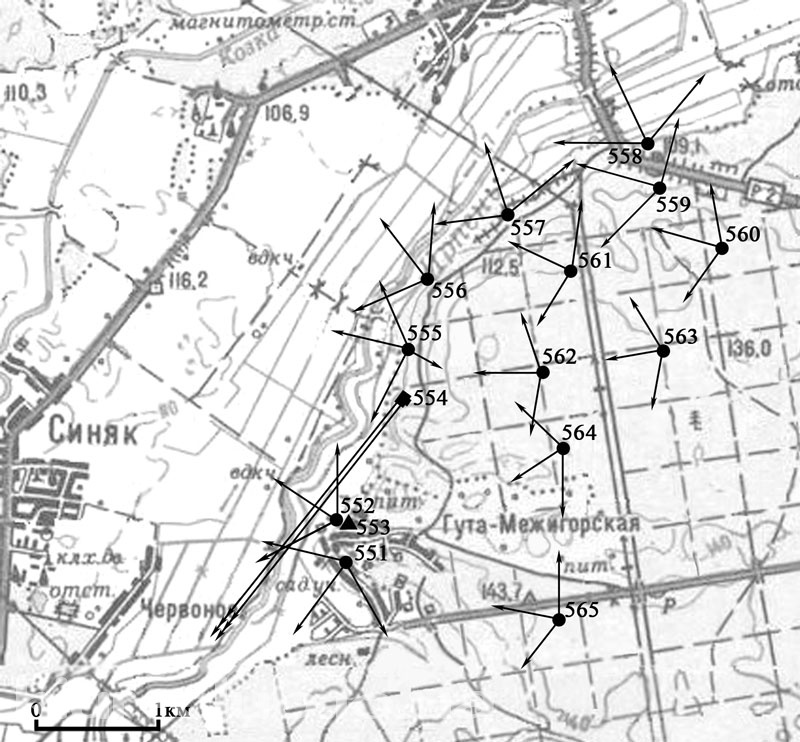
АПК № 554 в системе обороны 22-го БРО КиУР

Полукапонир организационно входил в 22-й батальонный район обороны (БРО) КиУР, ответственного за участок Гута-Межигорская — южные окраины Демидов, и с началом войны был занят военнослужащими 161-го отдельного пулемётного батальона. Вплоть до 24-25 августа 1941 г. находился в тыловой зоне вдали от линии фронта. 26 августа подразделения 44-й пехотной дивизии противника силами одной усиленной роты начали штурмовку рубежей КиУР близ села Гута-Межигорская с одновременным форсированием реки Ирпень. Совместными усилиями огневых точек и полевого заполнения (28-я горнострелковая дивизия 37-й армии) переправившийся враг был прижат кромке берега и отрезан от сообщения со своим (западным) берегом. Вечером, в темноте, немцы откатились назад, потеряв около одного взвода убитыми и ранеными.
Во время второго штурма КиУР, начавшегося 16 сентября 1941 года, ДОТ № 554 имел боевой контакт с противником начиная с 18 сентября, когда 296-я и 71-я пехотные дивизии немцев начали активные действия на данном участке. Днём 18 сентября войска 37-й армии по приказу командования начинают отход из Киева. Гарнизоны ДОТ КиУР были одними из последних, кто уходил на левый берег Днепра.
Но на участке Гута-Межигорская — Демидов противник энергично атаковал. Не ясно, дошёл ли приказ на отход до защитников АПК № 554, или же советское командование осознанно оставило гарнизон на боевом посту прикрывать отступление главных сил. К вечеру 18 сентября вражеские штурмовые группы блокировали ряд ДОТ по Ирпеню, в том числе АПК № 554. Рано утром 19 сентября, когда основная масса 37-й армии уже находилась на левом берегу реки Днепр, противник провёл штурмовку АПК № 554 и пулемётного ДОТ № 556, что располагался в 1 километре севернее и был полностью уничтожен. В результате в плен попало 6 красноармейцев. Во время зачистки местности в период после 19 сентября 1941 года немецкие сапёры данное сооружение не подорвали.

## Современность
ДОТ № 554 уцелел и находится в хорошем состоянии.

## Галерея

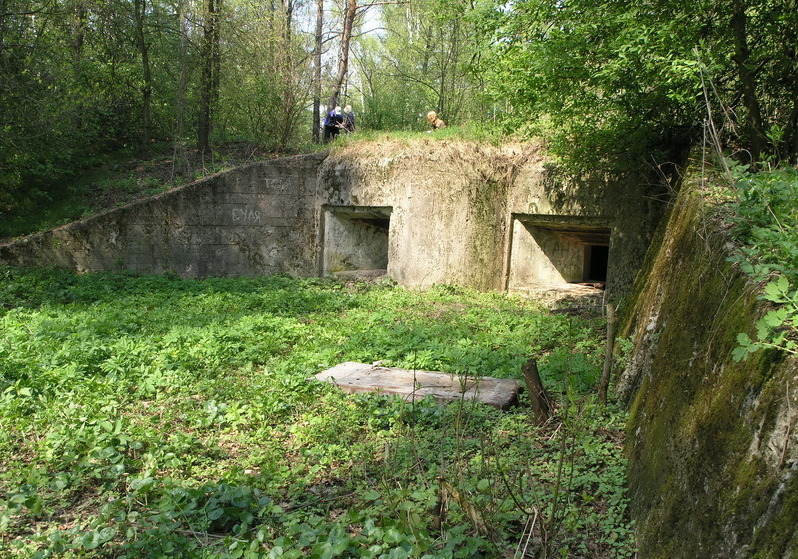
Вид с фронта справа. Фигуры людей дают представление про размеры амбразур.
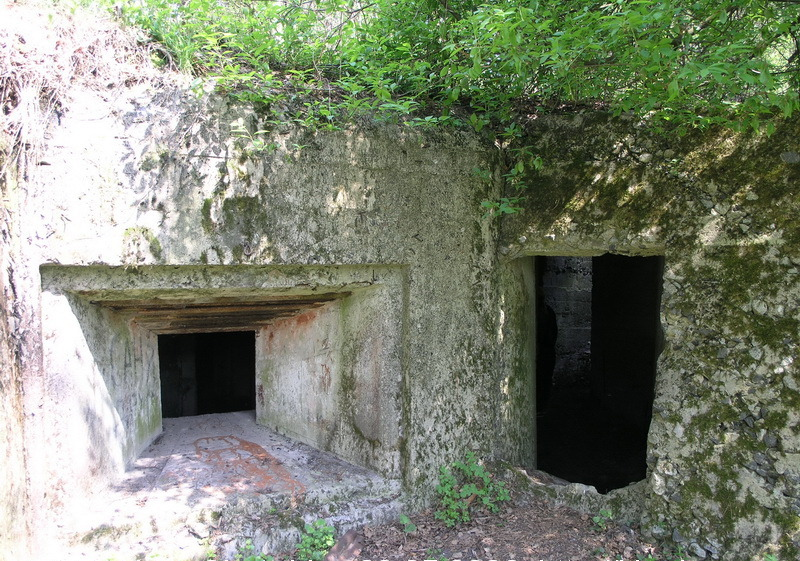
Ближний вид на амбразуру и вход, в проеме виден свет от входа-аппарели для загрузки боекомплекта.
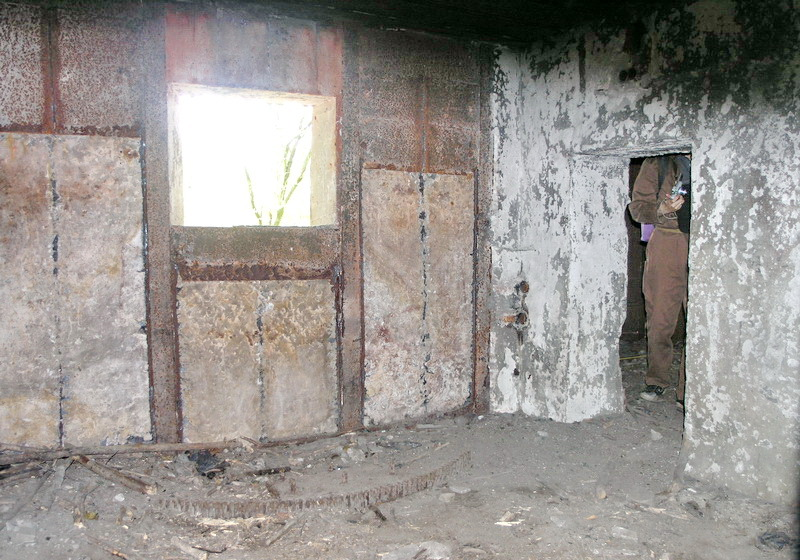
Внутренний вид боевого каземата, на полу расположен зубчатый сектор горизонтального наведения орудия.